# ماركو شتريلر
ماركو شتريلر ، من مواليد 18 يونيو 1981 في بازل في سويسرا ، لاعب كرة قدم سويسري.
يلعب مع نادي بازل منذ عام 2007.
بدأ باللعب مع منتخب سويسرا لكرة القدم في عام 2003.

## مسيرته الكروية
لعب ماركو شتريلر خلال مسيرته الاحترافية مع 5 أندية في ثمانية عشر موسمًا وسجل خلالها 147 هدف ضمن 348 مباراة. حيث فاز في أربعة مواسم بالكأس وفي تسعة مواسم بالدوري.
خاض ماركو شتريلر مسيرته مع نادي بازل في موسم 2000–01 في المرة الأولى واستمر معه طيلة ثلاثة مواسم ثم في موسم 2007–08 ليلعب معه ثمانية مواسم، مشاركًا طوالها في 233 مباراة سجل خلالها 111 هدف. ثم انتقل إلى FC Concordia Basel ‏ في موسم 2001–02 لمدة موسم واحد، حيث شارك في 30 مباراة سجل خلالها 16 هدفًا. لينتقل بعدها إلى نادي ثون في موسم 2002–03 لمدة موسم واحد، مشاركًا في 16 مباراة سجل خلالها 8 أهداف. ثم انتقل إلى نادي شتوتغارت في موسم 2003–04 في المرة الأولى واستمر معه طيلة ثلاثة مواسم ثم في موسم 2006–07 لمدة موسم واحد، مشاركًا طوالها في 55 مباراة سجل خلالها 9 أهداف. هذا وانتقل لاحقًا إلى نادي كولن في موسم 2005–06 لمدة موسم واحد، مشاركًا في 14 مباراة سجل خلالها 3 أهداف.

## روابط خارجية
- ماركو شتريلر على موقع الاتحاد الدولي (مؤرشف)  (الإنجليزية)
- ماركو شتريلر على موقع الاتحاد الأوربي (الإنجليزية)
- ماركو شتريلر على موقع قاعدة بيانات كرة القدم.إي يو (الإنجليزية)
- ماركو شتريلر على موقع ناشيونال فوتبول تيمز (الإنجليزية)
- ماركو شتريلر على موقع Soccerway.com (الإنجليزية)
- ماركو شتريلر على موقع عالم كرة القدم.نت (الإنجليزية)
- ماركو شتريلر على موقع كووورة
- ماركو شتريلر على موقع AS.com (الإسبانية)